# MRK Trogir
Muški rukometni klub Trogir (MRK Trogir; Trogir) je muški rukometni klub iz Trogira, Splitsko-dalmatinska županija. 
 
U sezoni 2017./18. klub je osvojio prvo mjesto u 2. HRL - Jug i plasirao se u 1. HRL - Jug. 

## O klubu
Rukometni klub je u Trogiru osnovan 1948. godine kao rukometne sakcija sportskih društava Radničko fiskulturno društvo "Slaven" i Gimnastičko društvo "Trogir". U početku se igrao veliki rukomet, a sredinom 1950.-ih počinje se i s igranjem tadašnjeg malog rukometa. Klub tada prelazi pod društvo DTO "Partizan", a sredinom 1960-ih se rukometaši i rukometašice izdvajaju u zasebne klubove pod nazivom "Trogir". Do raspada SFRJ, "Trogir" uglavnom igra u Dalmatinskoj ligi (odnosno Hrvatskoj regionalnoj ligi - Jug), uz povremene nastupe u Hrvatskoj ligi, ostajući u sjeni rukometašica. 
 
Osamostaljenjem Hrvatska, klub igra u sezoni 1992. u 2. HRL, a potom u 1.B HRL - Jug. Povremeno nastupa i pod sponzorskim nazivima "Trogir Medena", "Trogir AM", "Trogir Apartmani Medena", "Trogir Alpro ATT". U sezoni 1997./98. osvaja 1.B HRL - Jug i plasira se u 1.A HRL, iz koje odmah ispada. Ukinućem 1.B HRL, "Trogir" dalje igra u 2. HRL - Jug. U sezoni 2008./09. je član novoformirane Dukat 1. HRL, iz koje odmah ispada u 2. HRL - Jug, koju uspijeva osvojiti u sezoni 2017./18. te se plasira u 1. HRL - Jug.

## Uspjesi
1. HRL
- prvak: 2020./21. (Jug)

1.B HRL
- prvak: 1997./98. (Jug)

## Poznati igrači
- Vinko Kandija

## Unutrašnje poveznice
- Trogir
- ŽRK Trogir

## Vanjske poveznice
- mrk-trogir.com, wayback arhiva
- Muški rukometni klub Trogir, facebook stranica
- furkisport.hr/hrs, Trogir, rezultati po sezonama
- sportilus.com, Muški rukometni klub Trogir
- tragurium.blogspot.com, SPORT U GRADU
- RK Hrvatski Dragovoljac - Dugi Rat